# Somerville College

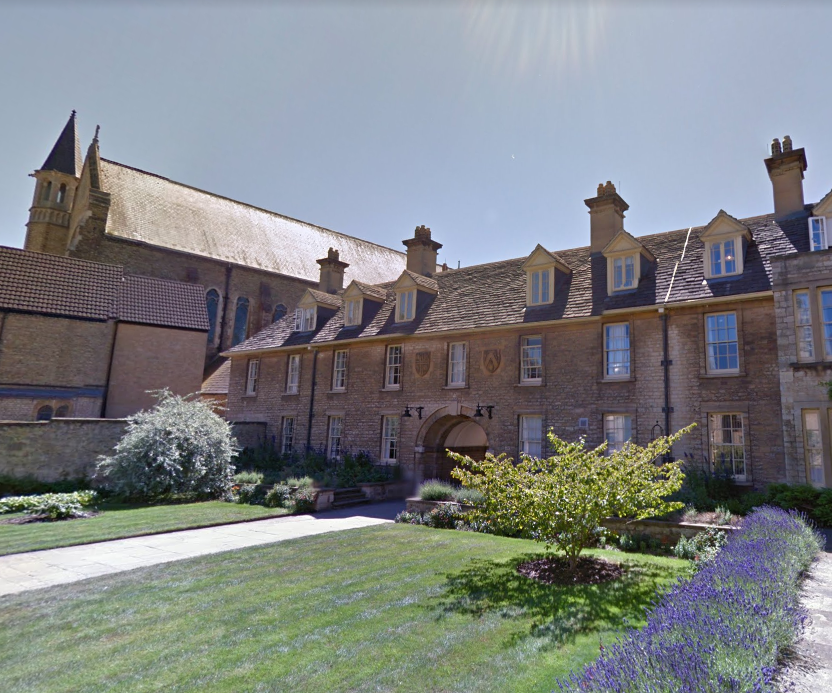
Das Somerville College im Jahr 2017

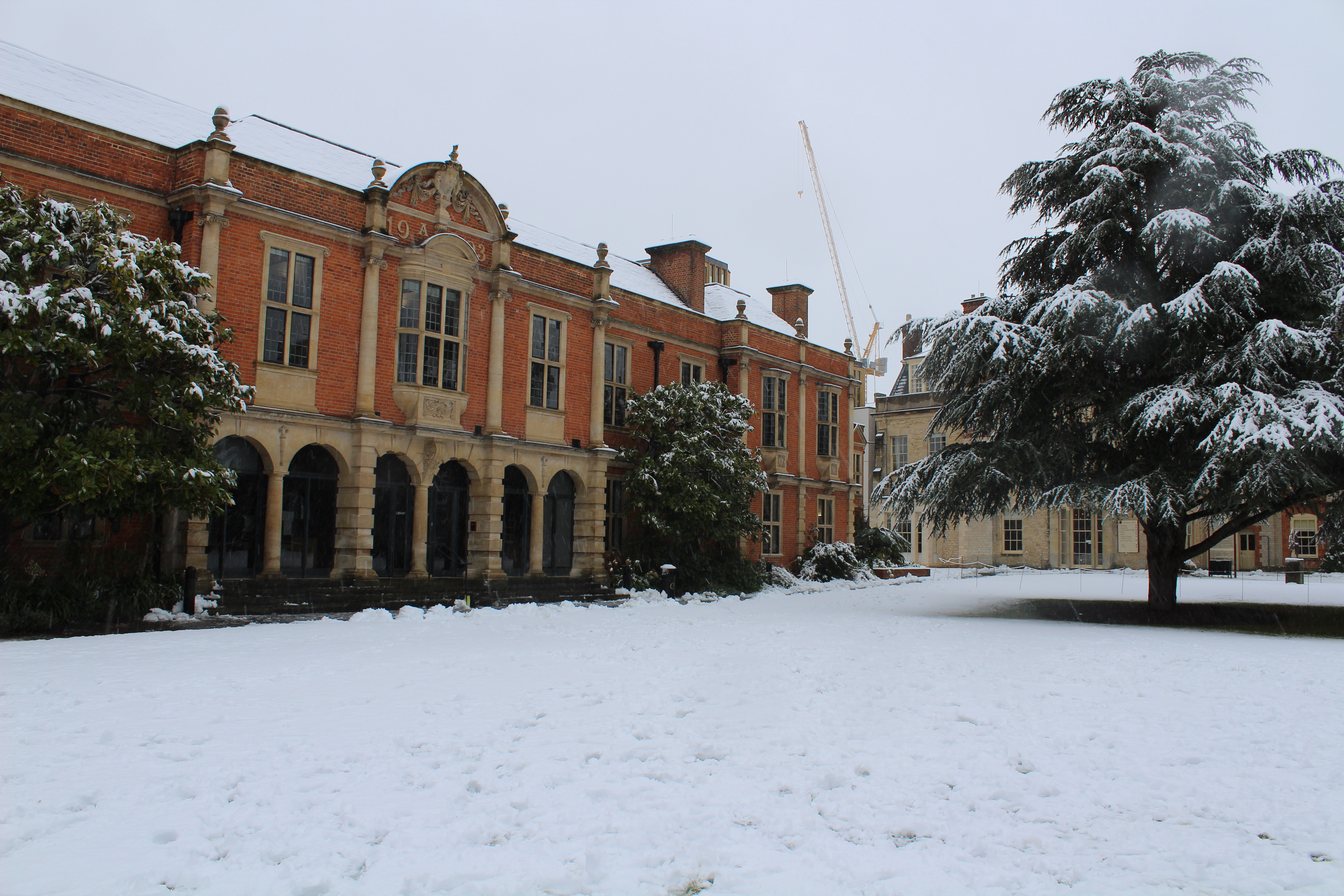
Bibliothek des Somerville College im Winter 2018

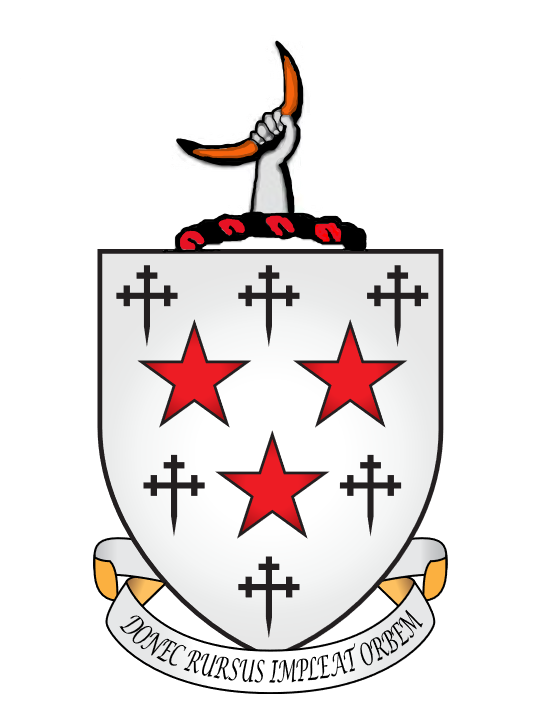
Das Wappen des Somerville College

Das Somerville College ist eines der 38 Colleges der Universität Oxford. Das 1879 für Frauen gegründete College, an dem seit 1994 auch männliche Studenten zugelassen sind, hat einen ausgezeichneten Ruf und eine außergewöhnlich hohe Studentenzufriedenheit innerhalb der Oxford Colleges. Das College ist bekannt für seine liberale Atmosphäre, die vielfältige Architektur und vor allem für seine Bibliothek, die größte undergraduate College-Bibliothek der Universität. Viele Alumnae und Alumni haben bedeutende Beiträge zur Frauenbewegung geleistet.

## Geschichte
Somerville College wurde im Jahr 1879 als eines der ersten Colleges für Frauen gegründet. Es wurde nach der Astronomin und Mathematikerin Mary Somerville benannt und hieß bis 1894 Somerville Hall. Es war das erste College, das Bewerber keinen religiösen Tests unterzog und auch nicht-anglikanische Studenten aufnahm.
Seit 1994 werden auch Männer zugelassen, die heute ungefähr die Hälfte der etwa 480 Studenten ausmachen.

## Indira Gandhi Centre for Sustainable Development
2013 wurde durch das College ein Vertrag zum Bau des Centres abgeschlossen, das einen 19 Mio. £ teuren Neubau bis zum Jahre 2017 vorsieht. Zum 100. Geburtstag von Indira Gandhi soll das Centre fertiggestellt werden. An den Gesamtkosten beteiligt sich Indien mit 3 Mio. £ sowie das College und die Universität mit 5,5 Mio. £. Zu den Aufgaben des Centres gehören Forschungen auf den Gebieten Nahrungssicherheit und Umweltbewusstsein. Fürs Erste sollen jeweils fünf indische Forscher und Führungskräfte Stipendien erhalten.

## Berühmte Alumni

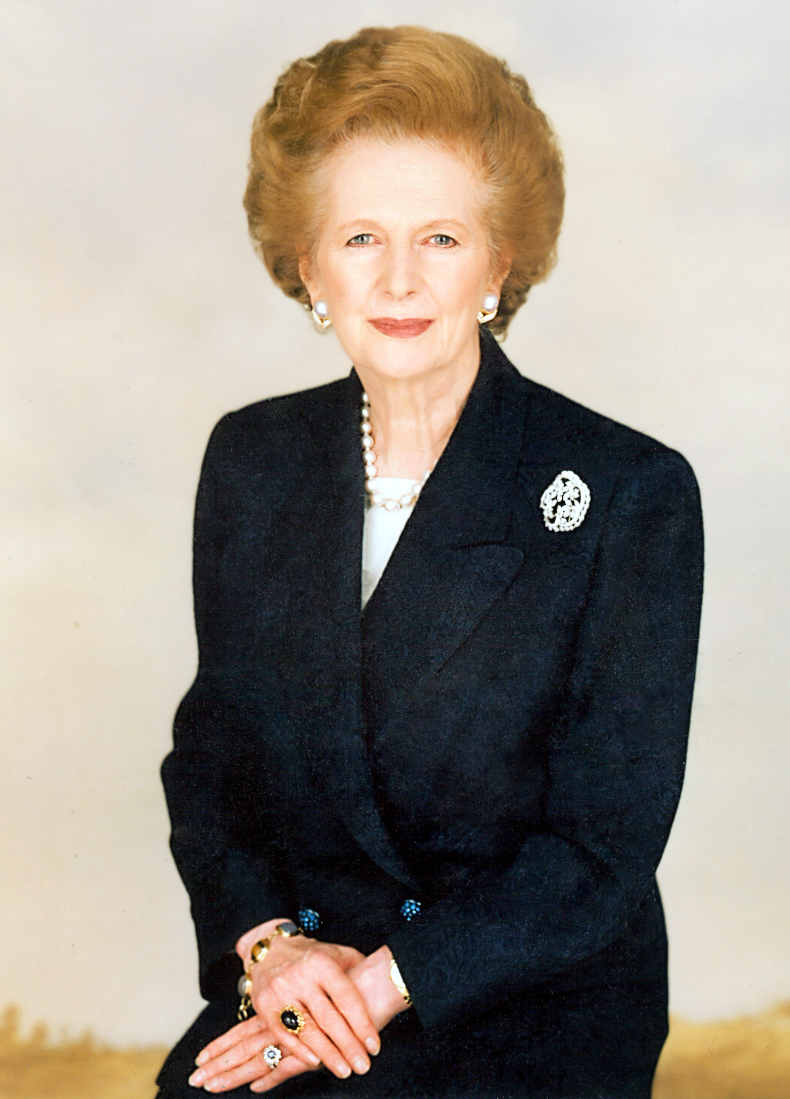
Margaret Thatcher, um 1995

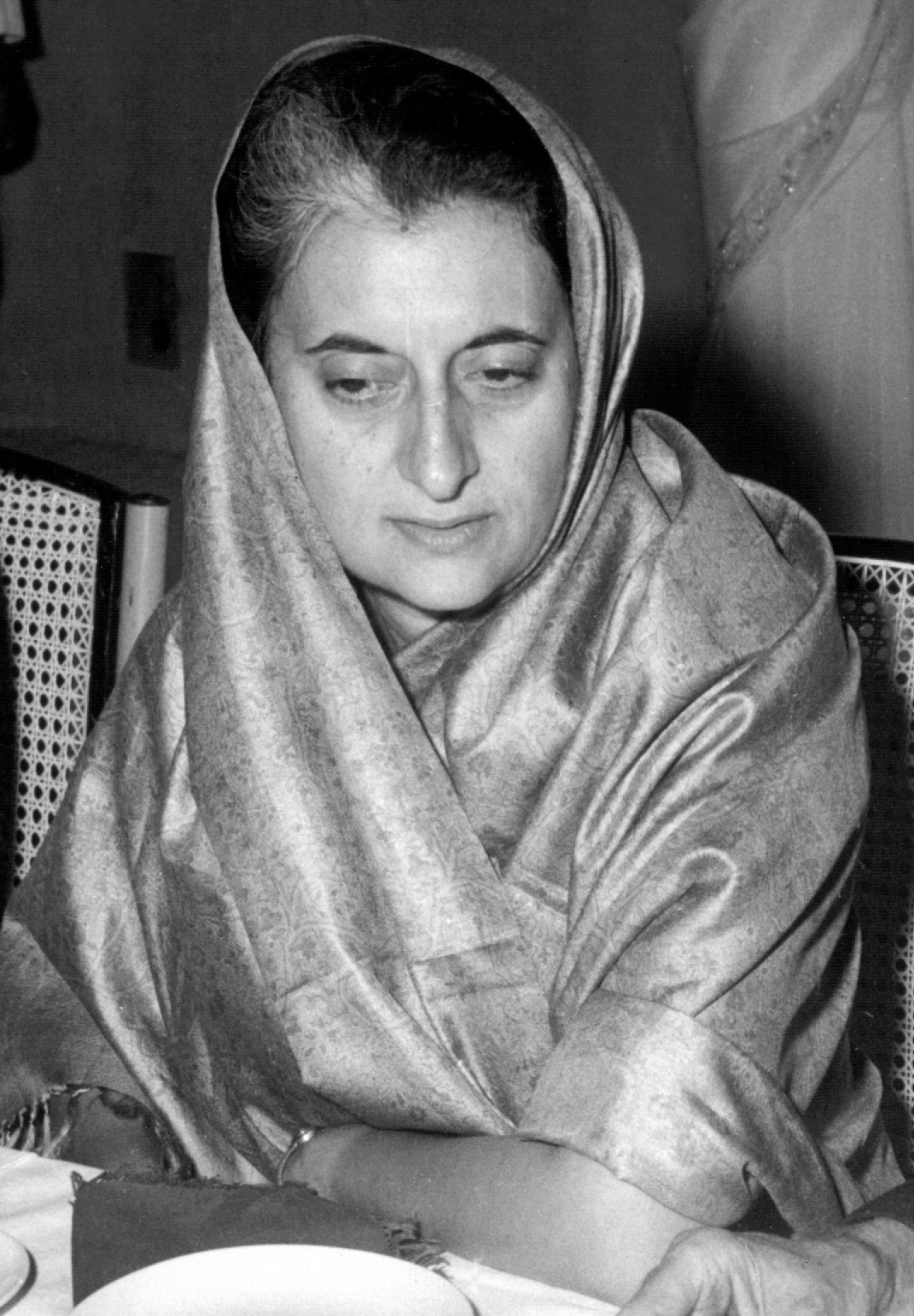
Indira Gandhi

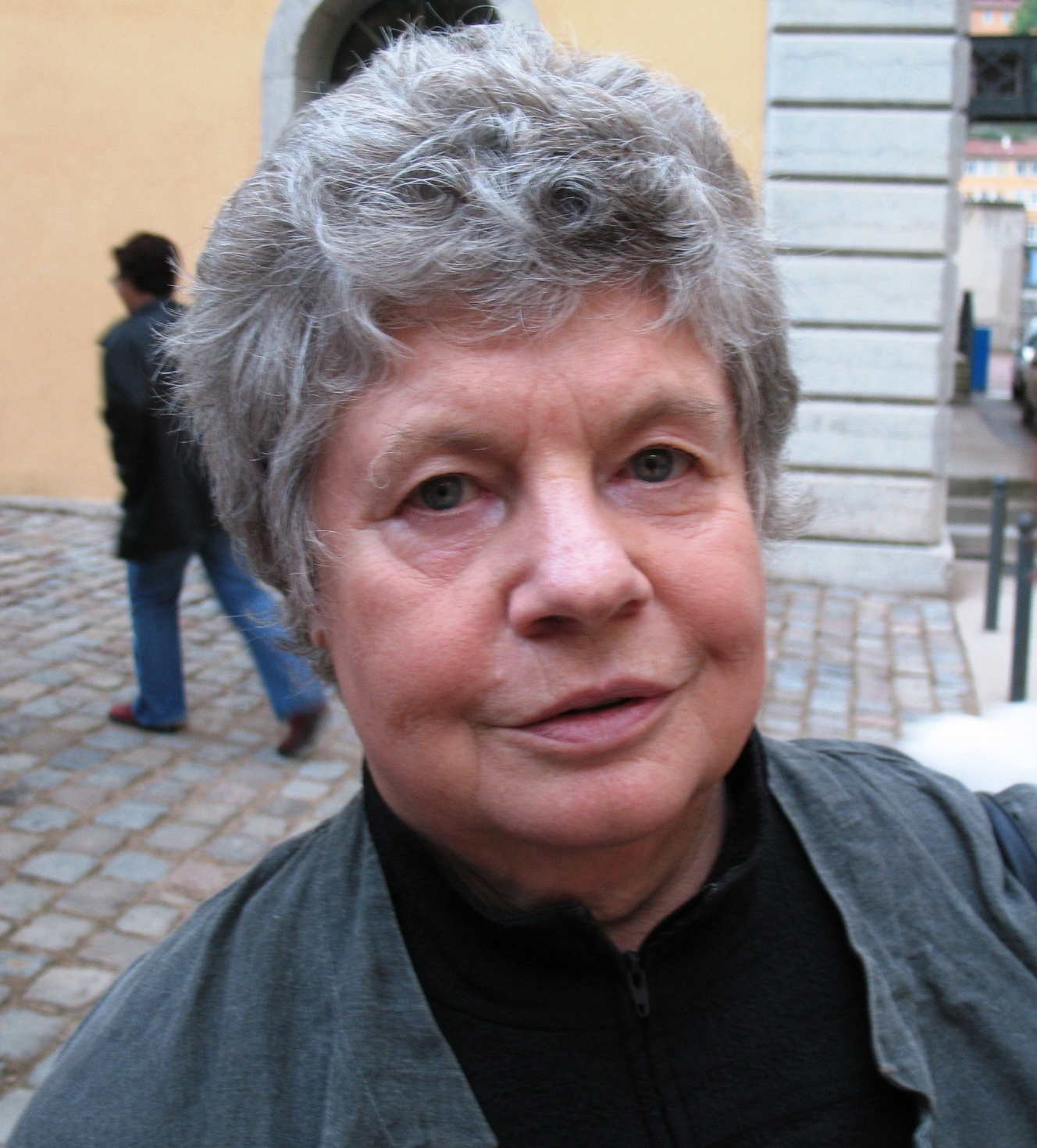
A. S. Byatt

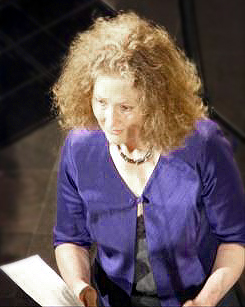
Emma Kirkby

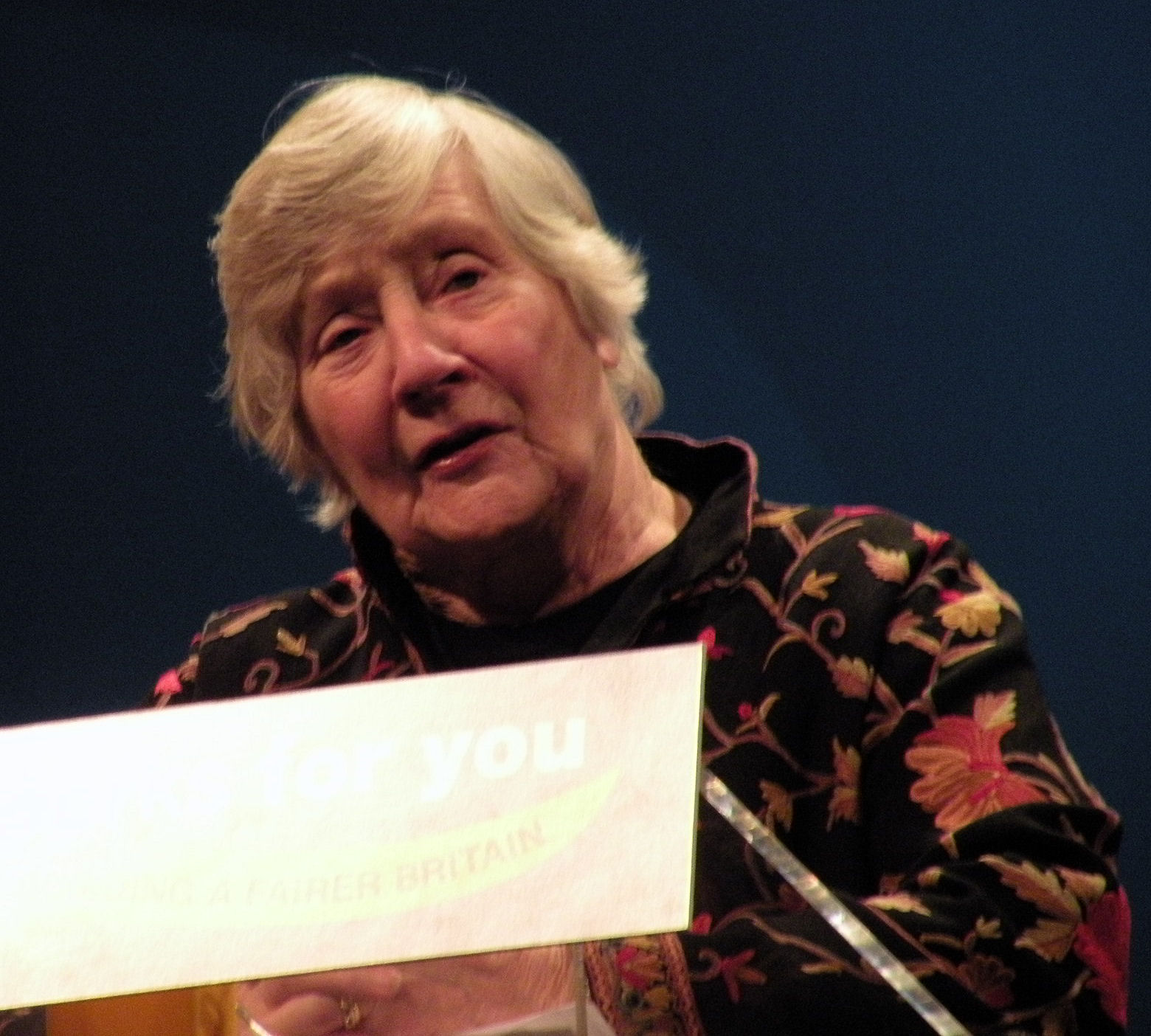
Shirley Williams, Baroness Williams of Crosby

- Polymnia Athanassiadi, Althistorikerin sowie Religionshistorikerin
- Alyson Bailes, Botschafter
- Nina Bawden, Schriftstellerin
- Catherine Belsey, Anglistin
- Susanne Bobzien, Philosophin und Philosophiehistorikerin
- Marjorie Boulton, Literaturwissenschaftlerin und Schriftstellerin
- Christine Brooke-Rose, Schriftstellerin
- Vera Brittain, Schriftstellerin, Pazifistin, Feministin
- A. S. Byatt, Schriftstellerin
- Patricia Churchland, Philosophin
- Pauline Clarke, Journalistin und Kinderbuchautorin
- Anne Cobbe, Mathematikerin und Hochschullehrerin
- Thérèse Coffey, Politikerin
- Susan Cooper, Schriftstellerin
- Amy Marjorie Dale, Gräzistin
- Valerie Todd Davies, neuseeländische Zoologin
- Ursula Dronke, Sprach- und Literaturwissenschaftlerin
- Catherine Hilda Duleep Singh, Suffragette und Prinzessin
- Katherine Duncan-Jones, Literaturwissenschaftlerin und Shakespeare-Gelehrte
- Harry Escott, Komponist von Filmmusik
- Philippa Foot, Philosophin
- Margaret Forster, Schriftstellerin
- Celia Fremlin, englische Autorin
- Margery Fry, Sozialreformerin
- Cindy Gallop, Werbeberaterin und Gründerin
- Indira Gandhi, Premierministerin Indiens von 1966–1977 und 1980–1984
- Victoria Glendinning, Schriftstellerin
- Jenny P. Glusker, Biochemikerin und Kristallographin
- Rose Graham, Kirchenhistorikerin
- Miriam Griffin, Althistorikerin
- Luka Grubor, Ruderer kroatischer Herkunft
- Sam Gyimah, Politiker
- Frances Hardinge, Schriftstellerin
- Dorothy Hodgkin, Nobelpreisträgerin in Chemie
- Winifred Holtby, Schriftstellerin und Feministin
- Nicola Hömke, Klassische Philologin
- Mary Honeyball, Labour-Mitglied
- Penelope Houston, Filmkritikerin
- Margaret Hubbard, Klassische Philologin
- Svava Jakobsdóttir, isländische Schriftstellerin und Politikerin
- Margaret Jay, Journalistin und Politikerin
- Liz Jensen, Schriftstellerin
- Daisy Johnson, Schriftstellerin
- Margaret Jope, Biochemikerin
- Annette Kehnel, Historikerin
- Margaret Kennedy, Roman- und Theater- sowie Drehbuchautorin
- Kathleen Kenyon, Archäologin
- Emma Kirkby, Sopranistin
- Martha Kneale, Philosophin und Logikhistorikerin
- Nicole Krauss, Romanautorin
- Akua Kuenyehia, Richterin am Internationalen Strafgerichtshof
- Donna C. Kurtz, Klassische Archäologin
- Marghanita Laski, Journalistin und Schriftstellerin
- Mary Dominica Legge, Romanistin
- Barbara Wharton Low, Biochemikerin
- Rose Macaulay, Schriftstellerin
- Margaret Mackworth, 2. Viscountess Rhondda, Adelige, Autorin und aktive Frauenrechtlerin
- Mary Midgley, Philosophin
- Ottoline Morrell, Aristokratin und Kunstmäzenin
- Iris Murdoch, Schriftstellerin und Philosophin
- Lucy Neville-Rolfe, Baroness Neville-Rolfe, Verwaltungsbeamtin, Wirtschaftsmanagerin und Politikerin
- Vivien Noakes, Literaturwissenschaftlerin
- Ann Oakley, Soziologin, Autorin und Feministin
- Susan Moller Okin, Philosophin und Frauenrechtlerin
- Kathleen Ollerenshaw, Mathematikerin und Politikerin
- Daphne Park (1921–2010), Politikerin und Life Peer
- Mildred K. Pope, Romanistin
- Rebecca Posner, Romanistin
- Eleanor Rathbone, Politikerin und Frauenrechtlerin
- Oscar Reyes, Umweltschützer und Autor
- Michèle Roberts, Schriftstellerin
- Emma Rothschild, Wirtschaftshistorikerin
- Katherine Routledge, Historikerin und Ethnologin
- Dorothy L. Sayers, Schriftstellerin und Übersetzerin
- Caroline Series, Mathematikerin
- Evelyn Sharp, Baroness Sharp, Verwaltungsbeamtin und Politikerin
- Emma Sky, Politikberaterin und Nahostexpertin
- Enid Starkie, irische Romanistin und Literaturwissenschaftlerin
- Margaret Thatcher, Premierministerin Großbritanniens von 1979–1990
- Anne Treisman, Psychologin
- Joan Elizabeth Turville-Petre, Philologin
- Shriti Vadera, Baroness Vadera, Investmentbankerin und Politikerin
- Janet Vaughan, Ärztin und Physiologin
- Helen Waddell, Schriftstellerin und Übersetzerin
- Barbara Ward, Baroness Jackson of Lodsworth, Wirtschaftswissenschaftlerin, Journalistin, Autorin und Politikerin
- Mary Wynne Warner, Mathematikerin
- Eirene White, Baroness White, Staatsbeamtin, Journalistin und Politikerin
- Shirley Williams, Politikerin
- Laura Wilson, Kriminalschriftstellerin
- Katharine Woolley, Zeichnerin
- Beryl de Zoete, Balletttänzerin